# Dallas Stars
Los Dallas Stars (en español: Estrellas de Dallas) son un equipo profesional de hockey sobre hielo de los Estados Unidos con sede en Dallas, Texas. Compiten en la División Central de la Conferencia Oeste de la National Hockey League (NHL) y disputan sus partidos como locales en el American Airlines Center.
El equipo fue fundado en 1967 en Bloomington, Minnesota con el nombre de Minnesota North Stars. En 1993 Norman Green trasladó la franquicia a Dallas y le cambió el nombre a simplemente Stars.

## Historia

### 1967-1993: Minnesota North Stars
El presidente de la NHL, Clarence Campbell, otorgó en 1967 seis franquicias de expansión a varias ciudades, entre las cuales estuvo Minnesota. El nuevo equipo recibiría el nombre de North Stars (estrellas del norte) y comenzaron a jugar en el Metropolitan Sports Center. En 1978, y a pesar de atravesar dificultades económicas, absorbió la franquicia de Cleveland Barons, varios de sus jugadores y su plaza en la División Adams. Esto hizo que se recuperara en lo deportivo. Durante la década de 1980 fue un equipo bastante potente, con dos títulos de división (1982 y 1984) y finalista de la Stanley Cup en 1981, cayendo derrotado ante New York Islanders.
En la década de 1990, y a pesar de haber alcanzado la final de la Copa Stanley en 1991, la asistencia al arena descendió y la franquicia perdía dinero. En 1990 fue vendida a un grupo inversor liderado por Norman Green; en un principio se contempló un traslado a San José, que fue rechazado por la NHL para crear un nuevo equipo (San Jose Sharks). Finalmente, la comisión del campeonato aceptó que Green trasladara la franquicia a la ciudad de Dallas para 1993.

### Dallas Stars
El traspaso de franquicia a Dallas fue bastante polémico, hasta el punto de que la NHL prometiera a los fanes de Minnesota una nueva franquicia en un futuro. Dicho equipo sería Minnesota Wild, que comenzó a competir en el año 2000. La franquicia recortó su nombre a Dallas Stars tras su traslado a la ciudad sureña, y mantuvo el bloque del conjunto original. Norman Green, que promovió el cambio a Dallas, permaneció solo un año al frente, vendiendo sus acciones en 1994 al empresario Tom Hicks.
Con el paso del tiempo, Dallas comenzó a ser uno de los equipos más potentes del campeonato. Con un plantel de jugadores entre el que destacó Mike Modano, en 1999 los Stars obtuvieron su primera Copa Stanley, al vencer en seis juegos a Buffalo Sabres. Un año después trataron de revalidar el campeonato, pero perdieron en la final ante New Jersey Devils. Además de esas finales, obtuvo siete títulos de división y dos campeonatos de Conferencia desde 1999 hasta 2009.
En 2008 estuvieron a punto de llegar a la final del campeonato, pero cayeron ante Detroit Red Wings. Tras varios años clasificándose para los playoff, Dallas no logró ese propósito en la temporada 2008-09.

## Estadio

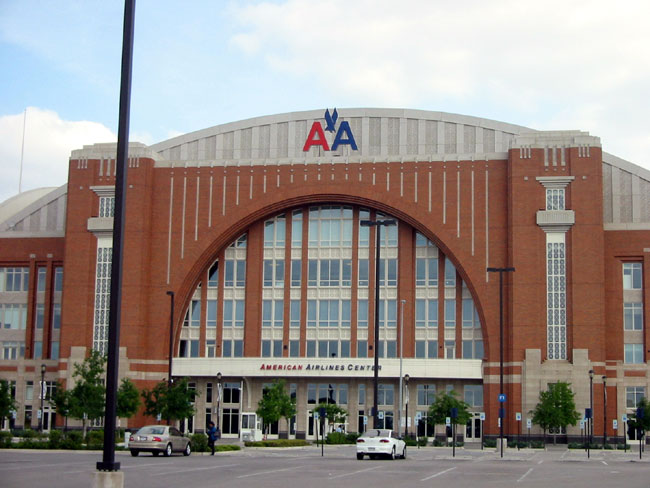
Fachada del AA Center.

El campo actual de Dallas es el American Airlines Center, un recinto que comparten con Dallas Mavericks (NBA) y que es multiusos. Es capaz de albergar a más de 18.500 espectadores. Anteriormente jugaban en el Reunion Arena.
La banda de rock Pantera, nativos de Dallas, compuso Dallas Stars Fight Song, una canción dedicada al equipo que suena cada vez que el equipo sale al rink.

## Equipación e imagen
Actualmente el equipo juega de negro con toques dorados (local) y blanco (visitante). Aunque siempre ha tenido en el pecho de la camiseta el escudo, desde 2007 los uniformes local y alternativo llevan solo el nombre de Dallas. Su color de equipación también cambió, siendo originalmente verde para pasar al verde oscuro y luego al negro. Como logotipo alternativo se cuenta con un mapa del estado de Texas, con la estrella en su interior.
Su escudo es una estrella verde, que se fusiona con la denominación STARS en dorado. Desde su traslado a Texas, el equipo pasó a llamarse simplemente Stars. Ese logo fue también utilizado por la franquicia en sus últimos años en Minnesota.

## Palmarés

### Campeonatos
- Stanley Cup: 1 (1998-99)
- Trofeo de los Presidentes: 2 (1997-98, 1998-99)
- Clarence S. Campbell Bowl: 2 (1998-99, 1999-00)

### Trofeos individuales
- Conn Smythe Trophy: Joe Nieuwendyk (1998-99)
- Frank J. Selke Trophy: Jere Lehtinen (1997-98, 1998-99, 2002-03)
- Lester Patrick Trophy: Neal Broten (1997-98)
- Trofeo Roger Crozier: Ed Belfour (1999-00), Marty Turco (2000-01, 2002-03)
- William M. Jennings Trophy: Ed Belfour y Roman Turek (1998-99)
- Art Ross Trophy: Jamie Benn (2014-15)

### Números retirados
- 7 Neal Broten, C, 1981-95, incluyendo 1993-95 en Dallas y 1997, numbero retirado el 7 de febrero de 1998
- 8 Bill Goldsworthy, RW, 1967-77, retirado el 15 de febrero de 1992
- 9 Mike Modano, C, 1989-2011,

retirado el 8 de marzo de 2014
- 19 Bill Masterton, C, 1967-68, retirado el 17 de enero de 1987